# رلیز ولی (کالیفرنیا)
رلیز ولی (به انگلیسی: Reliez Valley) یک منطقهٔ مسکونی در ایالات متحده آمریکا است که در شهرستان کنترا کوستا، کالیفرنیا واقع شده‌است. رلیز ولی ۶٫۱۲۰ کیلومتر مربع مساحت و ۳٬۱۰۱ نفر جمعیت دارد و ۹۱٫۱۴ متر بالاتر از سطح دریا واقع شده‌است.